# کبرفی (میشیگان)
کبرفی (به انگلیسی: Caberfae) یک منطقهٔ مسکونی در ایالات متحده آمریکا است که در شهرستان وکسفورد، میشیگان واقع شده‌است. کبرفی ۶۴ نفر جمعیت دارد و ۳۵۸٫۱۴ متر بالاتر از سطح دریا واقع شده‌است.